# Star Trek: Enterprise
Enterprise (renomeada Star Trek: Enterprise em sua terceira temporada) é uma série estadunidense de ficção científica criada por Brannon Braga e Rick Berman que se passa no universo ficcional de Star Trek, criado por Gene Roddenberry na década de 1960. A série segue as aventuras da primeira nave de dobra 5 da humanidade, a Enterprise, dez anos antes da criação da Federação Unida dos Planetas.
Enterprise estreou em 26 de setembro de 2001. O piloto, "Broken Bow", se passa no ano de 2151, entre os eventos do século XXI mostrados em Star Trek: First Contact e a série original de Star Trek. A baixa audiência fez a UPN cancelar Star Trek: Enterprise em 2 de fevereiro de 2005, porém a emissora permitiu a série completar sua quarta temporada. O episódio final, "These Are the Voyages...", foi ao ar em 13 de maio de 2005. Depois de uma exibição de 98 episódios, foi a primeira série de Star Trek depois da original a ser cancelada pela emissora ao invés de ser encerrada por seus produtores. Também foi a última série em 18 anos ininterruptos de novos episódios de Star Trek começando com Star Trek: The Next Generation em 1987.

## Produção
Em maio de 2000, Rick Berman, produtor executivo de Star Trek: Voyager, revelou que uma nova série estrearia ao final de Voyager. Poucas notícias foram divulgadas nos meses seguintes enquanto Berman e Brannon Braga desenvolviam a nova série, conhecida como Série V, até fevereiro de 2001, quando a Paramount contratou Herman Zimmerman e John Eaves para fazer o desenho de produção da Série V. Em um mês o desenhista cênico Michael Okuda, outro veterano de Star Trek, também foi contratado. Michael Westmore, maquiador de Star Trek desde Star Trek: The Next Generation, foi anunciado como maquiador da Série V em abril. Retornando como diretor de fotografia estaria Marvin V. Rush, que estava trabalhando em Star Trek desde a terceira temporada de TNG. Para os efeitos especias, Ronald B. Moore, que trabalhou em The Next Generation e Voyager. Entretanto, as maiores notícias vieram em 11 de maio de 2001. O título da Série V foi revelado como Enterprise, com Scott Bakula interpretando o Capitão Jonathan Archer, um nome que foi rapidamente modificado para Jonathan Archer devido a repercusão com os fãs. Quatro dias mais tarde, foi anunciado o resto de elenco, e seu personagens no dia seguinte.
| “ | Bem, sabe, se você pensar a respeito, desde The Next Generation, nós tivemos tantas entidades Star Trek que foram chamadas de "Star Trek"-dois pontos-alguma coisa [...] Nosso sentimento era, ao tentar fazer um programa dramaticamente diferente, que nós estamos tentando fazer, seria divertido em não ter um título como aquele. E eu acho que se há uma palavra que diz Star Trek sem realmente dizer Star Trek, essa palavra é Enterprise. —Rick Berman | ” |

Em 14 de maio de 2001, começaram as gravações do episódio piloto, "Broken Bow", nos estúdios 8, 9 e 18 na Paramount Studios. Três dias depois, Tom Nunan, produtor de entretenimento da UPN, chamou uma coletiva de imprensa para oficialmente anunciar Enterprise para o mundo. Apresentando um vídeo da história da franquia Star Trek, Nunan disse que as séries anteriores da franquia provam que o novo programa seria um sucesso.
Em 26 de setembro de 2001, "Brokek Bow" foi ao ar na UPN, atraindo 12.54 milhões de espectadores.
Em sua exibição, Star Trek: Enterprise alcançaria várias marcas históricas para a produção televisiva de Star Trek. Enterprise foi a primeira série da franquia a ser produzida em widescreen, a primeira série de Star Trek a ser transmitida em HDTV; começando em 15 de outubro de 2003 em sua terceira temporada; a primeira a ser filmada em vídeo digital, e a primeira série ou filme de ficção científica na história a usar imagens gravadas em outro planeta (a Sojourner se aproximando da Yogi Rock, filmada pelo módulo de pouso da Mars Pathfinder e usado nos créditos iniciais).

## História

### 1ª e 2ª Temporadas
As duas primeiras temporadas de Enterprise mostram a exploração interestelar por uma tripulação de uma nave da Terra capaz de ir mais longe e mais rápido do que qualquer outro humano jamais foi, devido a quebra da barreira da Dobra 5. A tripulação enfrenta situações familiares a fãs de Star Trek. Enterprise mostra a origem de alguns conceitos que se tornaram muito importantes na história do universo de Star Trek, como as pesquisas do Tenente Reed sobre o desenvolvimento de campos de força e as questões levantadas pelo Capitão Archer sobre a interferência cultural, algo que seria transformado na Primeira Diretriz.
Um evento recorrente é a Guerra Fria Temporal, onde uma misteriosa entidade do século XXVII usa os cabal, um grupo de sulibans geneticamente modificados, para manipular a linha do tempo e mudar eventos passados. Algumas vezes sabotando a Enterprise e algumas vezes a salvando, os motivos da entidade são desconhecidos. O Agente Daniels, um agente temporal do século XXXI, visita o Capitão Archer ocasionalmente para ajudá-lo a combater os sulibans e consertar os danos à linha do tempo.
Nos últimos 90 anos desde Star Trek: First Contact, os vulcanos foram os tutores da humanidade para levá-los, em sua visão, ao caminho apropriado da civilização, muitas vezes retardando o desenvolvimento do conhecimento científico para tenter manter os humanos perto de casa, acreditando que eles são muito irracionais e emotivos para funcionaram em uma comunidade interestelar. Quando a Enterprise zarpa, os vulcanos estão sempre por perto. Isso gera alguns conflitos, em vários episódios Archer e a tripulação reclamam dos métodos dos vulcanos em checá-los.

### 3ª Temporada
A terceira temporada viu a mudança do título da série para Star Trek: Enterprise junto com uma nova versão do tema de abertura. A temporada teve a introdução dos xindi, um inimigo determinado em aniquilar a humanidade através de uma arma que destrói planetas.
A terceira temporada segue um único arco de história, começando com o último episódio da segunda temporada, "The Expanse", onde uma misteriosa sonda faz um rasgo na superfície da Terra indo da Flórida até a Venezuela, matando 7 milhões de pessoas. A Enterprise é chamada para a doca para ser transformada em uma nave de guerra, com armas mais poderosas e o grupo de elite chamado de MACO. A nave viaja por uma área chamada de Expansão Délfica para achar o planeta natal dos xindi e impedir um novo ataque a Terra. A tripulação descobre em "Azati Prime" que os Construtores de Esferas, uma espécie transdimencional, possuem a tecnologia que os permite examinar linhas do tempo alternativas. Os Construtores de Esferas sabem que no século XXVI a frota da Federação, liderada pela Enterprise-J, vai atacá-los e derrotá-los. Eles querem que os xindi destruam a Terra na esperança que isso pudesse deter a formação da Federação. Entretanto, no final da temporada, "Zero Hour", eles conseguem derrotar os Construtores de Esferas e destruir a arma xindi. Eles também conseguem retornar da Expansão para o espaço normal. A temporada termina com a Enterprise sendo misteriosamente transportada para a Segunda Guerra Mundial. Algo que será resolvido na 4ª Temporada.

### 4ª Temporada
O programa foi renovado para uma quarta temporada em 20 de maio de 2004. A renovação moveu o dia de exibição do programa de quinta-feira para sexta-feira, algo que parecia replicar a renovação da terceira temporada da série original de Star Trek, de terça-feira para sexta-feira. A temporada estreou em 8 de outubro de 2005, com o episódio "Strom Front" e no dia 15 com sua segunda parte, "Storm Front, Part II". Os episódios encerram o arco da Guerra Fria Temporal, que se mostrou impopular entre os espectadores nas suas primeiras temporadas. O arco dos xindi foi encerrado no terceiro episódio, "Home", que lidava com as ações questionáveis do Capitão Archer na missão da Expansão. O tema geral da temporada voltou a ser o foco no conceito de prequela da série, com muitos episódios fazendo referência aos temas, conceitos e personagens de séries anteriores. A quarta temporada viu Brent Spiner (Data de Star Trek: The Next Generation) como o cientista Dr. Arik Soong, ancestral de Noonien Soong, criador de Data, em um arco de três episódios onde no final Soong abandona seu conceito de melhorar o homem para trabalhar na criação de formas de vida artificiais, uma alusão a criação de Data.
Os episódios de Soong, mais tarde, criaram o arco onde os klingons tentam melhorar sua espécie através das pesquisas de Soong. Isso dá uma explicação do porquê os klingons da série original possuem testas lisas e um visual mais parecido com os humanos do que nas outras séries.
A temporada também lidou com as discrepâncias entre os vulcanos da série original e aqueles mostrados em Star Trek: Enterprise. No arco da Guerra Civil Vulcana, a subversão romulana no Alto Comando Vulcano leva a uma divisão de um grupo de vulcanos que se opõe as ações do Alto Comando, acreditando que elas vão contra os ensinamentos de Surak. Após esse arco, os vulcanos passam por transformações culturais que os levam a serem os vulcanos da séries anteriores. Houve também um episódio em duas partes, "In a Mirror, Darkly", se passando totalmente no Universo Espelho, popular desde a série original com o episódio "Mirror, Mirror". Os episódios mostram uma tripulação da Enterprise quase bárbara tentando recuperar uma nave do universo principal de Star Trek, a USS Defiant, vista no episódio "The Tholian Web".
Os romulanos também tiveram problemas. Em uma conferência diplomática no planeta Babel, os romulanos usam naves com emissores holográficos para criar problemas entre os andorianos e os telaritas. Isso coloca as duas espécies a beira de guerra e, quando é descoberto que eles eram romulanos, Archer cria uma aliança, similar com a Federação, com os vulcanos. O arco de três partes teve as piores audiências de toda a série, levando a UPN cancelar a série em 2 de fevereiro de 2005.
O cancelamento da série foi anunciado antes do último episódio ser escrito, permitindo que os roteiristas criassem um final para a série. O episódio final, "These Are the Voyages...", foi ao ar em 13 de maio de 2005 e foi um dos mais criticados episódios da história da franquia de Star Trek. A crítica se focou na premissa que essencialmente reduziu o episódio a uma aventura de holodeck da The Next Generation. O episódio contou com a presença de Jonathan Frakes e Marina Sirtis como seus personagens William T. Riker e Deanna Troi. Desconsiderando os onze anos de envelhecimento óbvio, o episódio se passa durante os eventos do episódio "The Pegasus", de TNG.

## Elenco
| Ator               | Personagem                | Posto                   | Espécie    | Patente                  |
| ------------------ | ------------------------- | ----------------------- | ---------- | ------------------------ |
| Scott Bakula       | Jonathan Archer           | Oficial Comandante      | Humano     | Capitão                  |
| Jolene Blalock     | T'Pol                     | Oficial de Ciências     | Vulcana    | Subcomandante Comandante |
| Connor Trinneer    | Charles "Trip" Tucker III | Engenheiro Chefe        | Humano     | Comandante               |
| Dominic Keating    | Malcolm Reed              | Oficial Tático          | Humano     | Tenente                  |
| Anthony Montgomery | Travis Mayweather         | Piloto                  | Humano     | Alferes                  |
| Linda Park         | Hoshi Sato                | Oficial de Comunicações | Humana     | Alferes                  |
| John Billingsley   | Phlox                     | Oficial Médico Chefe    | Denobulano | Nenhuma                  |

## Cancelamento
Em sua terceira temporada, a audiência da série apenas caía e a ameaça de cancelamento pairava sobre Star Trek: Enterprise. Isso, junto com o fracasso de bilheteria de Star Trek Nemesis (2002), lançou uma desconfiança geral em torno da franquia Star Trek.

### 2004
Os fãs lançaram uma campanha por cartas similar àquela que salvou a terceira temporada da série original. Em 20 de maio de 2004, foi anunciado que Star Trek: Enterprise havia sido renovada para uma quarta temporada, porém seria movida para as noites de sexta-feira. Essa mudança ecoou a mudança da série original para o "horário da morte" de sexta-feira em sua terceira temporada, antes de ser cancelada.
Contratado como roteirista durante a terceira temporada, Manny Coto foi promovido a co-produtor executivo. Coto decidiu manter o conceito de arcos de história, porém os reduziu de uma temporada inteira para vários mini-arcos de dois ou três episódios, com alguns avulsos. Os produtores tentaram atrair mais espectadores terminando o enorme arco da Guerra Fria Temporal e criando vários episódios que serviriam como prequelas da série original e de Star Trek: The Next Generation.
A quarta temporada começou devagar nos números de audiência em 8 de outubro de 2004, devido ao horário de sexta-feira, as transmissões de esporte em alguns locais e a cobertura do debate presidencial entre George W. Bush e John Kerry. Vários fãs da série disseram que preferiam ver a reprise do episódio novo nos fins de semana do que assisti-los na sexta-feira, ou até grava-los para assisti-los em uma hora mais conveniente.

### 2005
As especulações sobre o futuro da série terminaram em 2 de fevereiro de 2005, quando a UPN anunciou que a série havia sido cancelada e que o último episódio iria ao ar em 13 de maio de 2005. Grupos de fãs se uniram para tentar evitar o cancelamento da série e arrecadar dinheiro suficiente para financiar eles mesmos uma quinta temporada de Enterprise.
A produção da série terminou em 8 de março de 2005 e, pelo final do mês, foi reportado que os cenários da série estavam sendo desmontados, fazendo essa a primeira vez, desde a década de 1970, que o Estúdio 9 da Paramount estava sem nenhum cenário de Star Trek. Não foi revelado se os cenários foram preservados ou destruídos.
Em 13 de abril de 2005 a Paramount e a UPN afirmaram que o cancelamento da série era definitivo e que eles não estavam interessados em manter a atual encarnação de Star Trek.
Apesar de ter sido veiculado que esse era o final da franquia Star Trek, o cancelamento de Star Trek: Enterprise foi seguido de um anuncio da Paramount que eles estavam iniciando a pré-produção do décimo primeiro filme da franquia. Depois de um começo falso envolvendo Rick Berman com um filme que se passaria depois de Enterprise e antes da série clássica, a Paramount recrutou um novo time de roteiristas e produtores, que no final levou ao lançamento de Star Trek, em maio de 2009.